# 4434-es mellékút (Magyarország)
A 4434-es számú mellékút egy csaknem 85 kilométer hosszú, négy számjegyű mellékút Békés és Csongrád-Csanád vármegyék területén; Gyula és Makó térségét köti össze. Az ország leghosszabb, egybefüggően bejárható mellékútja. Nála csak a Budapest–Nagykőrös–Tiszakécske közt húzódó 4601-es út hosszabb mintegy 20 kilométerrel, de annak jelentős, nagyjából 30 kilométernyi szakasza (Gyál-Csemő között) gépjárművel úgyszólván járhatatlan.

## Nyomvonala
Gyula Kisrománváros nevű városrészének déli részén indul, abban a városi csomópontban, ahol a Furtától Komádin és Sarkadon át idáig húzódó 4219-es út, majdnem pontosan 70 kilométer után véget ér. Régebben a 44-es főút is áthaladt ezen a csomóponton, de amióta elkészült a déli elkerülője, azóta a belvároson belüli szakaszait túlnyomórészt önkormányzati utakká minősítették vissza.
Dél-délkelet felé indul, Kétegyházi út néven, és még az első kilométerének elérése előtt belefut egy körforgalomba: itt keresztezi a 44-es elkerülőjét, a főút kilométer-számozása tekintetében annak kevéssel a 137. kilométere után. A folytatásban déli, sőt dél-délkeleti irányt vesz, még a másfeledik kilométere előtt elhagyja a belterület déli szélét, 1,9 kilométer után pedig egy elágazáshoz ér. Tovább egyenesen a 4444-es út indul Elek-Battonya felé, a 4434-es pedig itt délnyugati irányba fordul, úgy folytatódik tovább.
Már majdnem a tizedik kilométerénél (a 9+700-as kilométerszelvénye táján) jár, amikor átlépi a következő település, Kétegyháza határát. 11,6 kilométer után éri el a település északkeleti szélét, majd a belterületen, néhány száz méternyi különbséggel két elágazása is következik: előbb észak felől torkollik bele a 4433-as út, Békéscsaba irányából, majd a 4435-ös út ágazik ki belőle délkeletnek, Elek központja felé. Ez utóbbi kiágazásáig a Móra Ferenc utca nevet viseli, a folytatásban pedig Toldi utca lesz a neve, a településközpont nyugati széléig, körülbelül a 14. kilométeréig. Ott nyugati irányba fordul, keresztezi a Szolnok–Békéscsaba–Lőkösháza-vasútvonal és a Békéscsaba–Kétegyháza–Mezőhegyes–Újszeged-vasútvonal közös szakaszát, nem messze Kétegyháza vasútállomás térségének északi végétől, majd beér Petőfitelep községrészbe, ahol Damjanich utca a neve. Már közel jár a 15. kilométeréhez, amikor kilép Kétegyháza belterületei közül.
A 17. kilométerénél eléri Medgyesegyháza keleti szélét, mintegy 300 méteren át a határvonalat kíséri, majd teljesen medgyesegyházi területre ér, amivel egyúttal járást is vált, átlépve a Gyulai járás területéről a Mezőkovácsházai járásba. Több kisebb irányváltással apránként délnyugati irányt vesz fel, így éri el a belterület északkeleti szélét, a 25. kilométerénél. A neve itt Hősök utca, a 25+700-as kilométerszelvényéig, ahol egy elágazáshoz ér és összetalálkozik a Orosháza-Kevermes közti 4429-es úttal. Itt délkeletnek fordul, épp csak annyi időre, hogy keresztezze a 121-es számú Békéscsaba–Kétegyháza–Mezőhegyes–Újszeged-vasútvonalat, Medgyesegyháza vasútállomás térségének keleti szélén, majd utána rögtön külön is válik a másik úttól: a 4429-es onnan keletnek folytatódik, a 4434-es pedig visszatér a délnyugati irányhoz, a Gárdonyi utca nevet viselve. Már túl jár a 27. kilométerén, amikor elhagyja a település utolsó belterületi házait, ezen a szakaszon a korábbinál kicsit délebbi irányt követ.
28,7 kilométer után elhalad Medgyesegyháza, Magyarbánhegyes és Kunágota hármashatára mellett, innét egy darabig e két utóbbi község határvonalát kíséri, mindkettő központjától távolságot tartva. A 32+850-es kilométerszelvénye táján keresztezi a Csanádapáca-Dombegyház közti 4439-es utat, amely itt 11,5 kilométer megtételén jár túl. 34,3 kilométer után ér el egy újabb hármashatárhoz: kelet felől immár nem kunágotai, hanem mezőkovácsházi külterületek övezik.
Nagyjából 36,8 megtételén van túl, amikor Magyarbánhegyes határvonala északi irányban elválik tőle, ezáltal az út teljesen Mezőkovácsháza területére érkezik. Itt újból nyugatabbi irányba fordul és 38,2 kilométer után eléri a város keleti szélét. Települési neve itt Árpád utca, egészen addig, amíg – 41,4 kilométer teljesítését követően, a városközpontban – bele nem fut egy körforgalomba. Ugyanebbe a csomópontba torkollik bele észak felől a 4428-as út Orosháza felől és innen ágazik ki a 4443-as út is, Battonyára; a 4434-es nyugat felé folytatódik innét, Végegyházi út néven. Kevéssel a 42. kilométere után, nyílt vonali szakaszon újra keresztezi a 121-es számú vasutat, majd kilép a belterületről.
Szűk egy kilométeren át még a város külterületei közt, majd pár száz méteren át a határvonalán halad, de 43,3 kilométer után átlép Végegyháza területére. Nem sokkal ezután be is ér a község belterületére, ahol a Kossuth Lajos út nevet felvéve halad, ismét inkább déli, semmint nyugati irányt követve. A 45. kilométerénél már újra külterületek közt folytatódik, majd a 46. kilométere táján elhalad Árpádtelep településrész mellett, ahova pár száz méter különbséggel két alsóbbrendű, önkormányzati út is kiágazik belőle délkelet felé.
48,3 kilométer után átlép Mezőhegyes területére. 49+750-es kilométerszelvényénél kiágazik belőle délkelet felé alsóbbrendű, számozatlan mellékút, ez vezet Belsőkamaráspuszta külterületi városrészre és a 121-es vasútvonal Belsőkamaráspuszta megállóhelyére. A város szélét az út nagyjából 52,2 kilométer után éri el: ott a II. József körút nevet veszi fel. A belterületen, kevesebb, mint 200 méter eltéréssel két elágazása is van: előbb a 4444-es út torkollik vissza bele, délkelet felől, közel 67 kilométer teljesítése után, Battonya felől, majd a 4427-es út csatlakozik hozzá északi irányból, Orosháza-Tótkomlós felől. 53,2 kilométer után még egy elágazása következik: ott a 44 329-es számú mellékút ágazik ki belőle déli irányban, Mezőhegyes vasútállomásra. A város belterületét 53,7 kilométer után hagyja el az út, majdnem pontosan nyugati irányban húzódva, majd még a keleti határszél elérése előtt, az 57+200-as kilométerszelvénye táján keresztezi a 125-ös számú Mezőtúr–Battonya-vasútvonalat is, nyílt vonali szakaszon.
Az 57+400-as kilométerszelvénye előtt az út átlépi Pitvaros határát, ugyanitt átlép Békésből Csongrád-Csanád vármegye, azon belül a Makói járás területére. Néhány száz méterrel arrébb kiágazik belőle északi irányban a 44 326-os számú mellékút, a vasút Pitvaros megállóhelyére, 58,2 kilométer pedig eléri a belterület keleti szélét. Onnét Mezőhegyesi út néven folytatódik, pontosan nyugati irányban, amíg az 59. kilométerénél el nem ér egy körforgalmú csomópontot. Ez a csomópont igazából nem útkereszteződést szolgál ki, csak két út találkozását: észak felől ugyanebbe a körforgalomba a 4426-os út érkezik bele, ahonnan nyugatnak folytatódik tovább, ellenben a 4434-es dél felé hagyja el ezt a körforgalmat, Kossuth út néven, amit a belterület déli széléig, az út 60. kilométeréig visel.
61,5 kilométer után éri el az út Csanádpalota határszélét, de ott még sokáig külterületen húzódik. Már túl van a 67. kilométerén, amikor kiágazik belőle északkelet felé a 44 131-es számú mellékút; ez eredetileg Mezőhegyes felé vezethetett, de a korábbi jelentőségét mára csaknem teljesen elvesztette, inkább csak mezőgazdasági útként szolgál. Innen a 4434-es szinte egyből belterületen halad, Szent István utca néven, délnyugat felé. A központban, kicsivel a 68. kilométere előtt egy körforgalomhoz ér, ebből ágazik ki délkeleti irányban a 44 129-es út, amely az országhatárig vezet, majd onnan tovább folytatódik a romániai Nagylak felé (kiépített határátkelési pont nélkül), illetve ezen közelíthető meg Csanádpalota vasútállomás is. A település nyugati részén, egy-egy rövid szakaszon Csokonai utca, majd József Attila utca az út neve, így lép ki a település lakott területéről 69,1 kilométer után. Pár száz méterrel arrébb már külterületen ágazik ki belőle a 4451-es út a magyarországi Nagylak és az M43-as autópálya csanádpalotai csomópontja felé.
A 70. kilométere után az út Kövegy területére ér, és hamartosan be is lép a kis község házai közé, ahol a Kossuth Lajos utca, a nyugati faluvégen pedig, egy derékszögű irányváltást követően az Árpád utca nevet viseli. 73,7 kilométer után Magyarcsanád külterületére érkezik, ahol a települést messze elkerülve húzódik nyugat felé, közben apránként egészen megközelíti az M43-as autópálya pályatestjét. 75,6 kilométer után Apátfalva területére érkezik, ahol kissé északabbra térve elhagyja korábbi, eredeti nyomvonalát, mivel a sztráda azt nagyon kicsi, hegyes szögben keresztezve épült meg. Az autópályát az út az új nyomvonalán egy észak-déli irányú felüljáróval keresztezi, pontosan 77,5 megtétele után; ugyanezen a felüljárón keresztezi az M43-ast a Makó Rákos városrészétől Királyhegyesen át Apátfalva központjáig húzódó 4425-ös út, illetve ugyanitt csomópontja is van az autópályának, ezért a két út kapcsolódását és szétválását, illetve a fel- és lehajtó ágak bekötését a felüljáró mindkét oldalán egy-egy körforgalom szolgálja.
78,3 kilométer után, immár ismét nyugati irányban haladva érkezik meg az út Makó határszéléhez, és nem messze a város legkeletibb házaitól, egy körforgalmú csomópontban véget is ér. Egyenes folytatása 43-as főútként vezet a városközpont irányába, kilométer-számozását tekintve ellenirányúan – Szegedtől idáig húzódva valamivel kevesebb, mint 35 kilométert tett meg, s a körforgalomból délnek folytatódik tovább –, észak felől pedig a 430-as főút érkezik meg ebbe a körforgalomba: ez amellett, hogy a sztrádával köti össze Makót, a belváros elkerülését is biztosítja északkeleti irányból.
Teljes hossza, az országos közutak térképes nyilvántartását szolgáló kira.gov.hu adatbázisa szerint 84,704 kilométer.

## Települések az út mentén
- Gyula
- Kétegyháza
- Medgyesegyháza
- (Kunágota)
- (Magyarbánhegyes)
- Mezőkovácsháza
- Végegyháza
- Mezőhegyes
- Pitvaros
- Csanádpalota
- Kövegy
- (Magyarcsanád)
- (Apátfalva)
- Makó

## Története
1934-ben a kereskedelem- és közlekedésügyi miniszter 70 846/1934. számú rendelete a Pitvaros és Csanádpalota közti szakaszát harmadrendű főúttá nyilvánította, az Orosháza-Csanádpalota közti 433-as főút részeként; a döntés annak ellenére született meg, hogy épp ez a szakasz (a rendelet alapján 1937-ben kiadott közlekedési térkép tanúsága szerint) akkor még nem volt kiépítve. Összes további szakaszát az említett térkép mellékúti kiépítettséggel tünteti fel.
Egy dátum nélküli, feltehetőleg 1949 körül készült térkép szinte a teljes mai hosszában (Gyula és Pitvaros között) harmadrendű főútként tünteti fel, a Pitvaros után még Makó-Rákosig (a térkép felirata szerint Rákosi-csárdáig) vezető 438-as út részeként.